# Hanns W. Maull

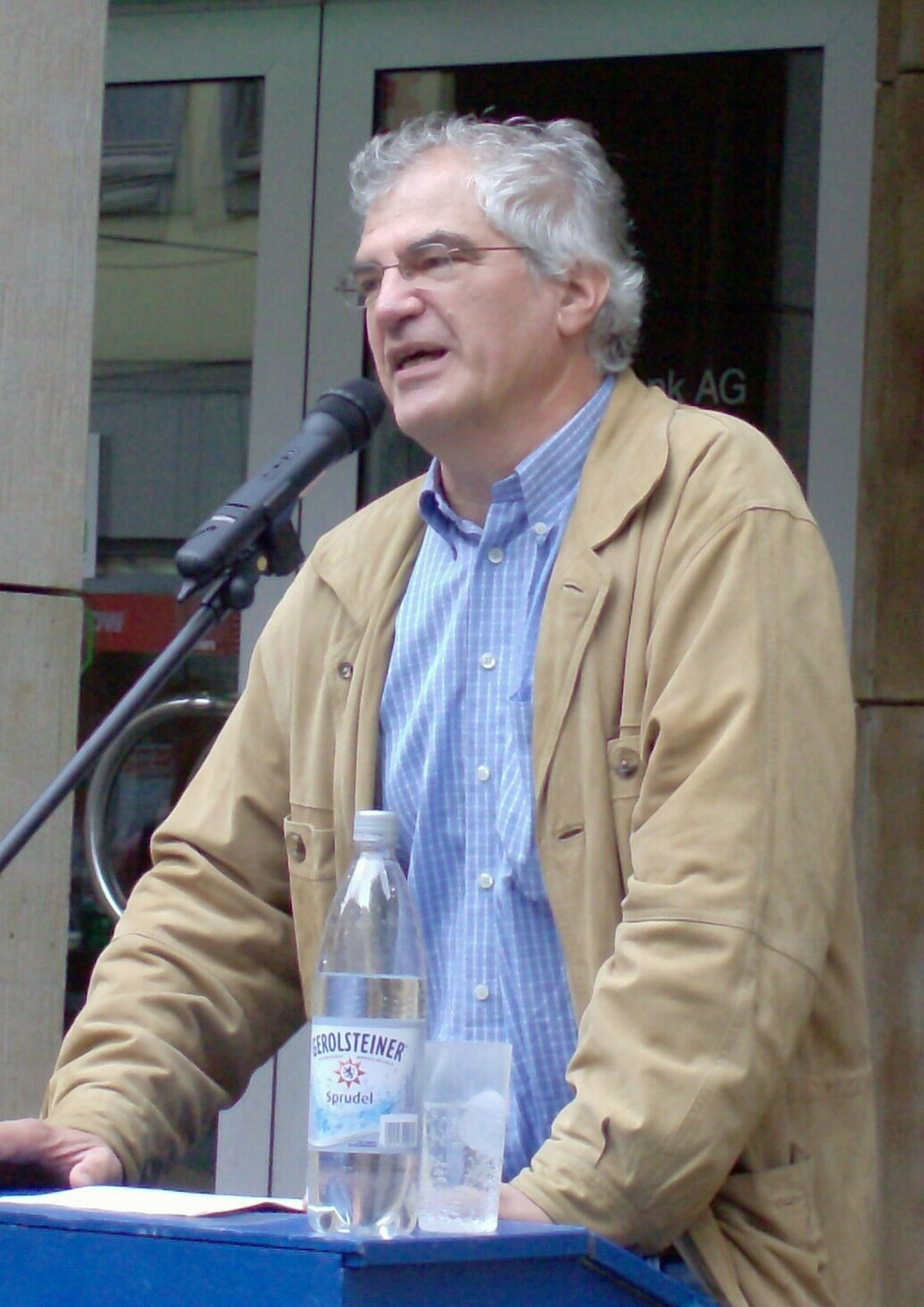
Hanns W. Maull

Hanns Walter Maull (* 5. Oktober 1947 in Augsburg) ist ein deutscher Politikwissenschaftler, Autor und Hochschullehrer.

## Leben
Nach seinem Abitur am Ludwigsgymnasium München wurde er 1967 in die Stiftung Maximilianeum aufgenommen und studierte Politikwissenschaft, Neuere Geschichte und Zeitungswissenschaften. 1974 wurde er an der Universität München mit einer Arbeit über die Rolle Ägyptens, Syriens und Jordaniens im Konflikt mit Israel promoviert. Forschungsaufenthalte absolvierte er am International Institute for Strategic Studies (1973/74) und dem European Research Centre der University of Sussex (1975/76). Von 1976 bis 1979 arbeitete er für die Trilaterale Kommission. Von 1979 bis 1982 war er als Journalist für den Bayerischen Rundfunk tätig, danach als Wissenschaftlicher Mitarbeiter an der Universität München, wo er sich 1986 habilitierte. Von 1987 bis 1991 war er Professor an der Universität Eichstätt. Als Gastprofessor war er 1986 bis 1992 und 1997/98 am Bologna Center der Johns Hopkins University tätig. Seit dem WS 2010 ist er Senior Fellow an der Transatlantic Academy (TAA) in Washington, DC. Von 1991 bis zu seiner Emeritierung im März 2013 war er Inhaber des Lehrstuhls für Internationale Beziehungen und Außenpolitik an der Universität Trier. Er war dort auch Mitglied des interdisziplinären Zentrums für Ostasien-Pazifik-Studien.
Zu seinen Forschungsgebieten zählen die Außenpolitik Deutschlands und Japans, Energiepolitik (insbesondere die strategische Bedeutung von Rohstoffen wie Erdöl und Erdgas für die Sicherheit westlicher Industriestaaten), Interregionalismus (insbesondere die Beziehungen zwischen Europa und Ostasien) sowie Geschichte und Politik Koreas.
Er gehört zu den Herausgebern der von der Deutschen Gesellschaft für Auswärtige Politik veröffentlichten Zeitschrift Jahrbuch Internationale Politik. 

## Schriften (Auswahl)
- mit Alexandra Sakaki, Kerstin Lukner, Ellis S. Krauss, and Thomas U. Berger: Reluctant Warriors: Germany, Japan, and Their U.S. Alliance Dilemma. Brookings Institution Press, Washington, D. C., 2019, ISBN 978-0-8157-3736-0.
- mit Ivo Maull: Im Brennpunkt: Korea. Geschichte, Politik, Wirtschaft, Kultur. Beck, München 2004, ISBN 978-3-406-50716-8.
- mit Sebastian Harnisch: Kernwaffen in Nordkorea. Regionale Stabilität und Krisenmanagement durch das Genfer Rahmenabkommen. Europa-Union-Verlag, Bonn 2000, ISBN 978-3-7713-0589-5.
- Strategische Rohstoffe. Risiken für die wirtschaftlich Sicherheit des Westens. Oldenbourg, München 1988, ISBN 978-3-486-54391-9 (Zugleich Habilitationsschrift, Universität München 1987).
- Ölmacht. Ursachen, Perspektiven, Grenzen. Europäische Verlagsanstalt, Köln 1975, ISBN 978-3-434-00264-2.